# Cisco Kid
Cisco Kid é um cowboy fictício do cinema, programas de rádio, televisão e das histórias em quadrinhos.  Foi criado em 1907 pelo escritor norte-americano O. Henry para o conto The Caballero's Way, publicado na coletânea Heart of the West.  No cinema, na TV e nos quadrinhos, Kid foi descrito como um heroico caballero mexicano, mesmo que ele tenha sido criado como um bandido cruel.

## The Caballero's Way

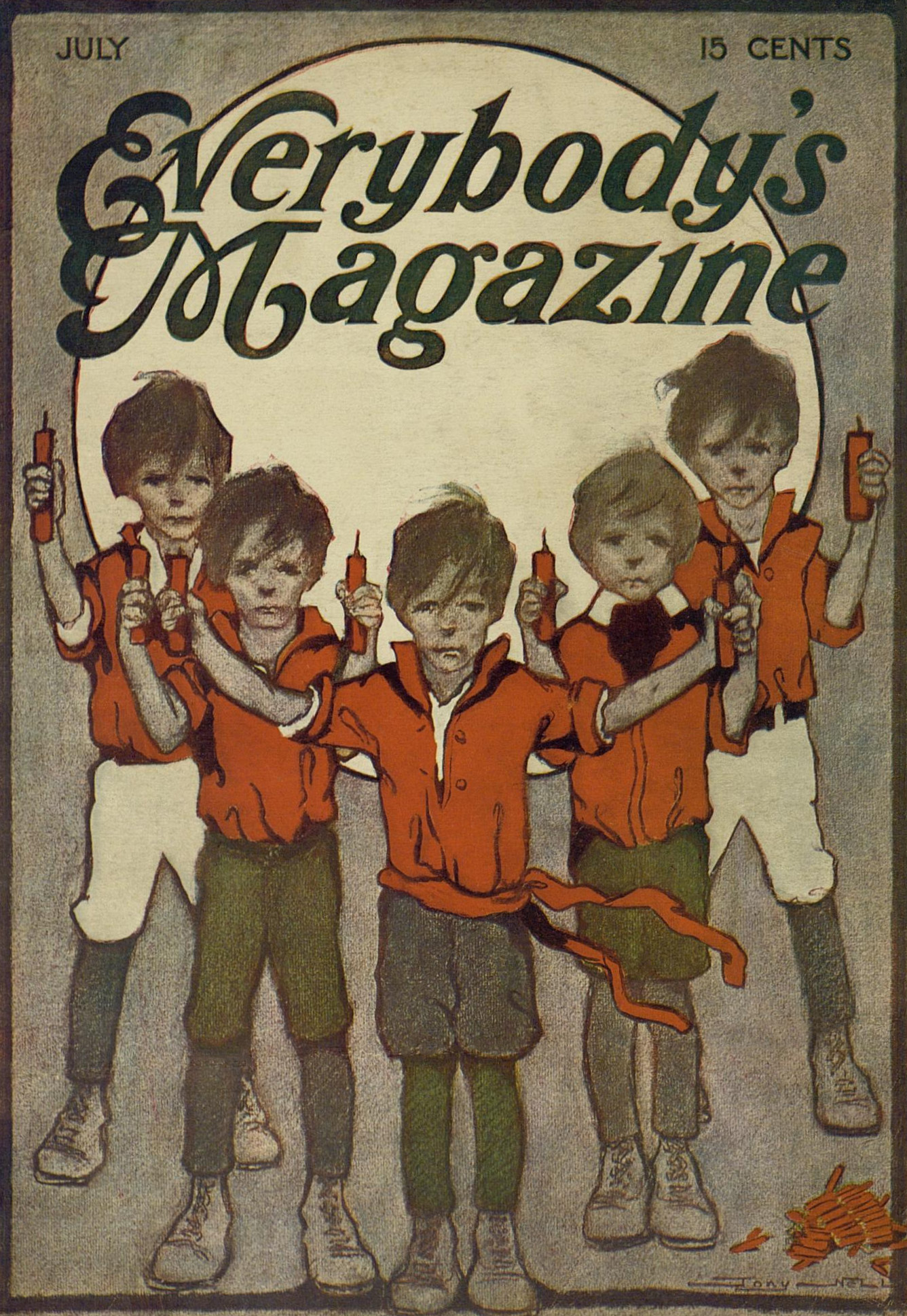
Primeira aparição de Cisco Kid na Everybody's Magazine.

Na história original de O. Henry, o personagem é um fora da lei de 25 anos na fronteira do Texas com o México que tem pouca semelhança com interpretações posteriores do personagem. Ele mata por esporte e é responsável por pelo menos dezoito mortes. Seu nome verdadeiro é possivelmente Goodall ("Este hombre que eles chamam de Kid — Goodall é o nome dele, não é?"); nenhum primeiro nome é dado na história. A namorada de ascendência mista de Kid, Tonia Perez, o teme e o ama. Quando o tenente do Texas Ranger Sandridge chega em sua casa, buscando notícias de Cisco Kid, eles se apaixonam. Sandridge começa a visitá-la duas vezes por semana. Eventualmente, Kid visita a casa de Tonia e os encontra juntos:
A dez metros de seu esconderijo, na sombra do jacal, estava sentada sua Tonia trançando calmamente um laço de couro cru. Até agora ela certamente poderia escapar da condenação; sabe-se que as mulheres, de tempos em tempos, se envolvem em ocupações mais travessas. Mas se tudo deve ser dito, deve-se acrescentar que sua cabeça repousava contra o peito largo e confortável de um homem alto vermelho e amarelo, e que seu braço estava ao redor dela, guiando seus dedos pequenos e ágeis que exigiam tantas lições na intrincada trança de seis fios.
Ele ouve Tonia dizer a Sandridge que ouviu que Kid estava na área e que ela supõe que Kid a visitará em breve. Ela diz que enviará a Sandridge uma mensagem sobre o paradeiro de Kid por Gregorio, "o filho pequeno da velha Luisa", a tempo de Sandridge partir com um bando, encontrar Kid e matá-lo. Sandridge parte e logo Kid aparece, fingindo que acabou de chegar. Kid envia uma mensagem a Sandridge por meio de Domingo Sales, que afirma que Gregorio está "muito doente com febre para cavalgar". A mensagem diz que Kid chegou e explica que Kid trocou de roupa com Tonia para frustrar os perseguidores. Sandridge retorna à casa de Tonia e vê duas figuras ao luar: uma com roupas masculinas e a outra com roupas femininas. A que está com roupas femininas vai embora. Supondo que seja Tonia, Sandridge embosca e atira na figura restante. A vítima é Tonia, Kid enganou Sandridge para matar sua namorada.

## Filmografia

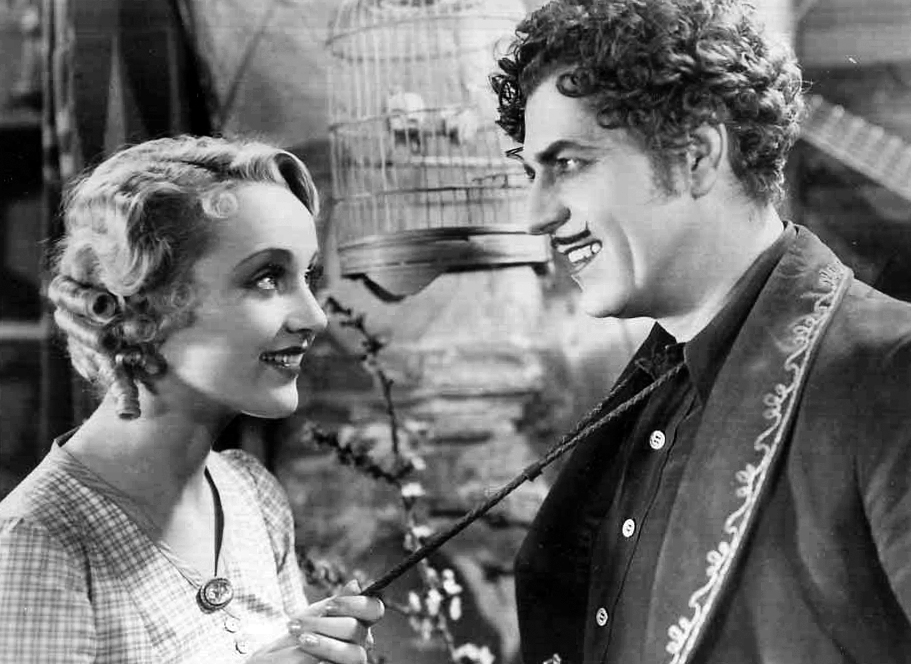
Carole Lombard e Warner Baxter em The Arizona Kid (1930).

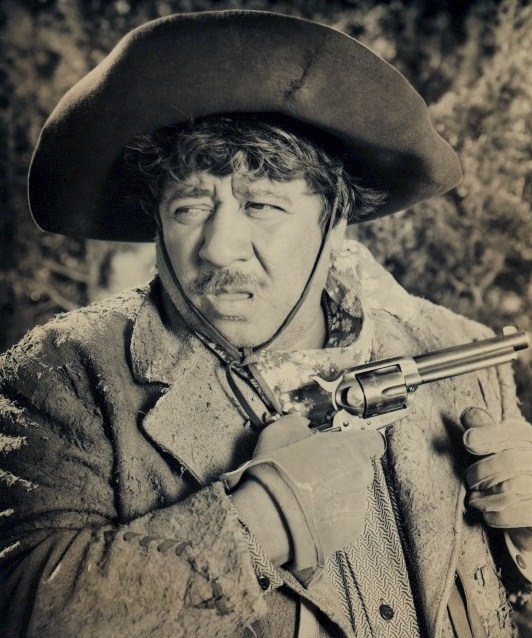
Chris-Pin Martin interpretou o sidekick Gordito em filmes de Cisco Kid

Numerosos filmes foram feitos sobre o personagem, o primeiro foi feito na época do cinema mudo The Caballero's Way (1914).
Cisco Kid foi protagonista do longa metragem In Old Arizona (1929), interpretado por Warner Baxter, que recebeu o Oscar de Melhor Ator pela sua atuação. Este filme foi uma versão revista da história original, em que o Kid é retratado de forma positiva. Foi dirigido por Irving Cummings e Raoul Walsh. Inicialmente, Walsh havia sido escalado como protagonista, contudo, perdeu o olho em um acidente de carro.
Em 1930, a Fox Film Corporation  descobriu que só tinha os direitos para fazer apenas um filme baseado no conto de O. Henry, para contornar a situação, lançou The Arizona Kid, um rip off de Cisco Kid estrelado por Baxter, como Chico Cabrillo, o Arizona Kid do título, no ano seguinte, lança The Cisco Kid com Baxter, Conchita Montenegro, e Edmund Lowe.
A série de filmes começou com The Return of the Cisco Kid (1939), com Baxter no papel-título e Cesar Romero como seu sidekick, Lopez, Chris-Pin Martin como o outro sidekick, Gordito (Fatty).
Romero assumiu o papel principal de Cisco e Martin continuou a desempenhar Gordito em mais seis filmes antes da série ser suspensa com a entrada dos Estados Undos na Segunda Guerra Mundial em 1941. Duncan Renaldo assumiu o papel de Kid quando a Monogram Pictures reviveu a série em 1945 com The Cisco Kid Returns, que também introduziu o sidekick mais conhecido de Kid, Pancho, interpretado por Martin Garralaga. Pancho também ficou estabelecido como seu sidekick em outros mídias. Nem Gordito nem Pancho existem na história original. Depois de três filmes com Renaldo intepretando Cisco, Gilbert Roland interpretou o personagem em uma meia dúzia de 1946 a 1947 filmes que começam com o The Gay Cavalier (1946). Renaldo depois voltou para o papel principal com Leo Carrillo como Pancho. Eles fizeram cinco filmes, logo em seguida, Renaldo e Carillo estrelariam uma série de televisão de Cisco Kid.
Lista de filmes
- The Caballero's Way (1914) - William R. Dunn
- The Border Terror (1919) - Vester Pegg
- In Old Arizona (1928) - Warner Baxter
- The Arizona Kid   (1930) - Warner Baxter
- The Cisco Kid  (1931) - Warner Baxter
- The Return of the Cisco Kid  (1939) - Warner Baxter
- The Cisco Kid and the Lady  (1939) - Cesar Romero
- Lucky Cisco Kid  (1940) - Cesar Romero
- Viva Cisco Kid  (1940) - Cesar Romero
- The Gay Caballero   (1940) - Cesar Romero
- Romance of the Rio Grande   (1941) - Cesar Romero
- Ride on Vaquero   (1941) - Cesar Romero
- The Cisco Kid Returns  (1945) - Duncan Renaldo
- In Old New Mexico  (1945) - Duncan Renaldo
- South of the Rio Grande   (1945) - Duncan Renaldo
- The Gay Cavalier  (1946) - Gilbert Roland
- South of Monterey  (1946) - Gilbert Roland
- Beauty and the Bandit   (1946) - Gilbert Roland
- Riding the California Trail   (1947) - Gilbert Roland
- Robin Hood of Monterey   (1947) - Gilbert Roland
- King of the Bandits   (1947) - Gilbert Roland
- The Valiant Hombre   (1948) - Duncan Renaldo
- The Gay Amigo   (1949) - Duncan Renaldo
- The Daring Caballero   (1949) - Duncan Renaldo
- Satan's Cradle   (1949) - Duncan Renaldo
- The Girl from San Lorenzo  (1950) - Duncan Renaldo
- The Cisco Kid (1994) - Jimmy Smits

## Rádio
Em 1942, o cavaleiro mexicano foi adaptado para um programa de rádio, na introdução de cada episódio, o narrador referia-se a Cisco Kid como o Robin Hood do oeste.

## Televisão
Nos anos 50 Cisco Kid ganhou uma série de televisão com 156 episódios, produzidos entre 1950 e 1956, cujos directores eram Eddie Davis e Leslie Goodwins, os actores principais eram Duncan Renaldo (Cisco Kid) e Leo Carillo (Pancho). Fez grande sucesso no Brasil, sendo apresentada nas matinês de domingo, nos cinemas, até meados dos anos 70. Também Foi exibida no Brasil em vários canais, entre eles a extinta TV Corcovado nos anos 80.
Os episódios da série de TV e do telefilme 1994, tal como a série de rádio, terminou com um ou outro deles fazendo uma piada sobre a aventura que tinham acabado de completar. Eles riam, dizendo:  'O, Pancho!  'O, Cisco!. Ao longo da série de TV, Pancho chamava o amigo de Cisco - apesar de que esse é o nome de uma cidade perto de Abilene, no Texas, e o verdadeiro nome do personagem nunca é mencionado - e outros (principalmente personagens anglófonos) referem-se a ele como o Kid (Renaldo tinha 46 anos de idade, quando a série de TV começou). Embora ambos Pancho e Cisco são claramente identificáveis como mexicanos, ao longo de toda a série falavam um com o outro em inglês, com Pancho falando uma inglês densamente acentuado e muito quebrado, como se os dois não fossem fluente e confortáveis em espanhol. Claro, a série foi destinado ao lançamento inicial nos Estados Unidos e para um público principalmente de língua inglesa assim, como ainda é a prática hoje, em tais casos, o diálogo foi escrito e entregues em inglês e o público preencheu o resto.

## Histórias em quadrinhos

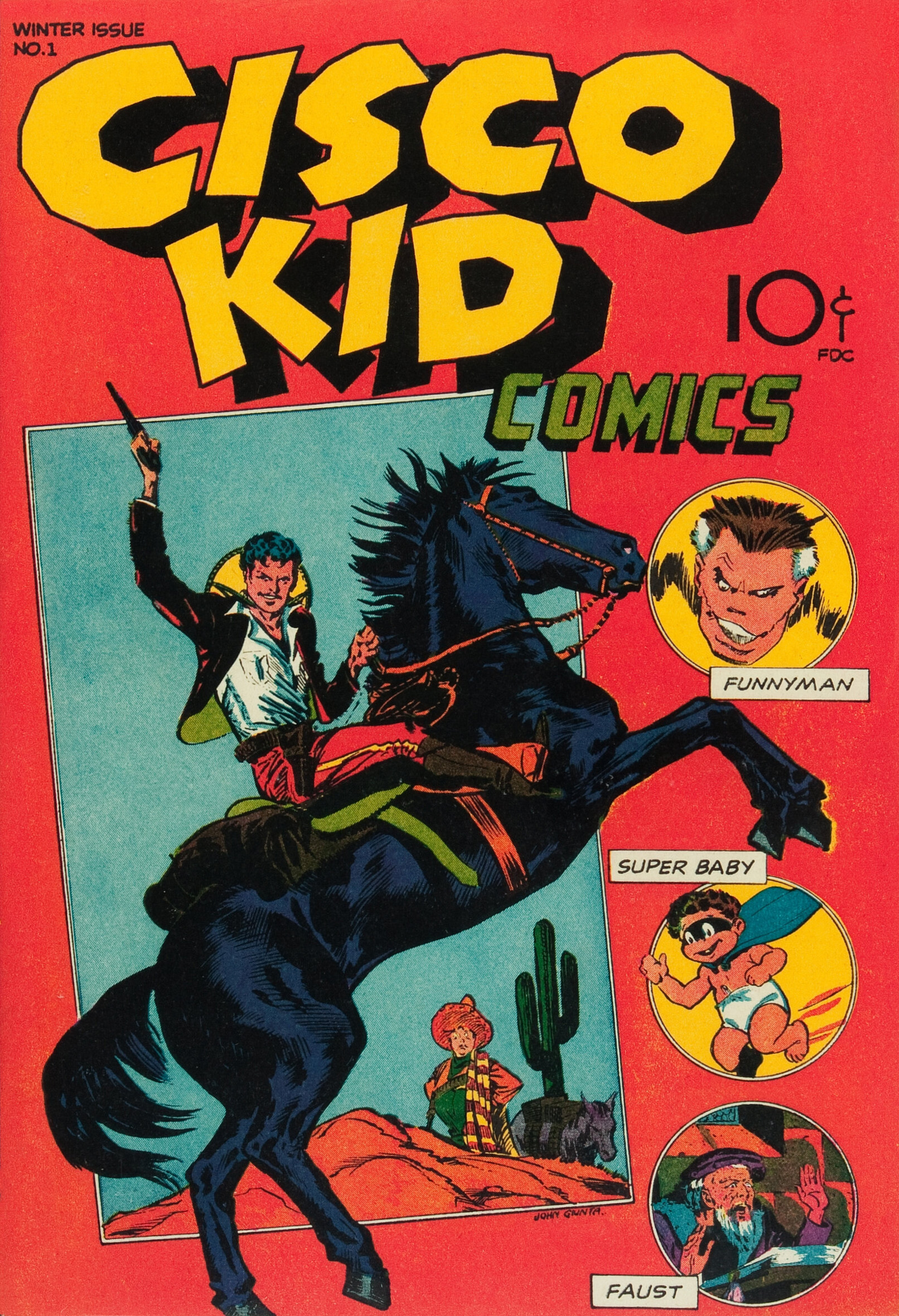
Cisco Kid Comics (1944), arte de John Giunta

Em 1944, a  Baily Publishing publicou o one-shot Cisco Kid Comics, em 1950 foi publicado na revista Four Color #292. A Dell Comics publicou uma revista em quadrinho intitulada The Cisco Kid de 1950 a 1958 (41 edições). Em 15 de Janeiro de 1951, a King Features Syndicate lança uma tira diária com as aventuras de Cisco Kid, desenhadas por José Luis Salinas e roteiro de Rod Reed, que se prolongou até 5 de Agosto de 1968. A primeira aparição em Portugal foi no Mundo de Aventuras nº81 (1ª série) a 12 de Abril de 1951. No Brasil foi publicado pelas editoras Órbis, GEA, EBAL (revista SuperXis), Vecchi e L&PM. Em 2009, a Moonstone Books publicou seis graphic novels baseadas em Kid. Kid chega a encontrar se une a personagens famosos presentes em faroestes como Wyatt Earp, Geronimo, Belle Starr e Annie Oakley em Wyatt Earp: Justice Riders.

## Literatura
Cisco Kid estreou em 1907 no conto The Caballero's Way do O. Henry como um bandido e logo depois foi adaptado para os cinemas.
Apesar de ter sido adaptado para quadrinhos, rádio e televisão, Cisco Kid ficou ano sem aparecer em prosa, até que em 2012, apareceu um conto publicado na antologia The Lone Ranger Chronicles da Moonstone Books, onde se encontra com Lone Ranger.

## Os nomes Pancho e Cisco
Cisco e Pancho são apelidos dados aos homens cujo nome espanhol é Francisco, que em inglês é Francis ou Frank, no Brasil, Chico é o apelido mais comum.
É provável, mas não está claro, que Pancho ou Cisco foram originalmente nomeado após o famoso general revolucionário mexicano cujo nome de guerra foi Francisco Pancho Villa.